# Cifra di merito del sonar passivo

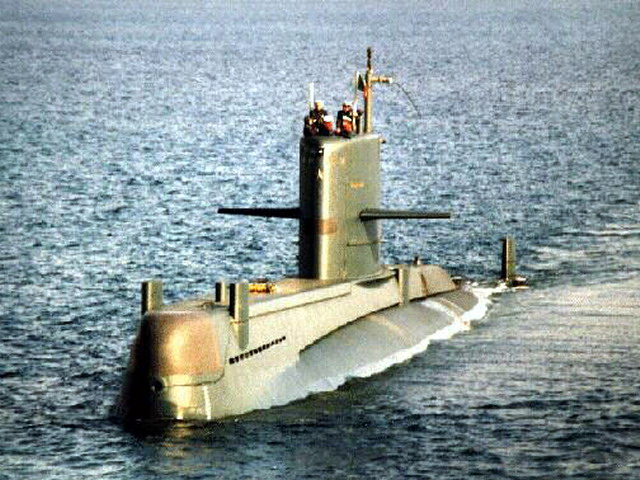
Sottomarino Sauro con sonar di media cifra di merito.

La cifra di merito del sonar passivo, indicata con la sigla {\displaystyle CM}, rappresenta il massimo valore della perdita di trasmissione che consente la scoperta di una sorgente acustica, d'intensità prefissata, con le desiderate probabilità di rivelazione {\displaystyle (Priv.)} e di falso allarme {\displaystyle (Pfa.)};  maggiore sarà il valore di {\displaystyle CM} migliori saranno le prestazioni del sonar.

## Algoritmi della CM

### Funzione esplicita
In termini logaritmici (decibel) la {\displaystyle CM} di un sonar passivo è definita dall'espressione:
{\displaystyle CM=SL'-(NL-DI)-DT}
nella quale le variabili sono:
{\displaystyle SL'\ \ in\ \ dB\ /\mu Pa/BW/1\ m} =  livello di pressione emesso dalla sorgente acustica ricevuta, espresso in banda {\displaystyle BW} 
{\displaystyle DI\ in\ dB=} guadagno di direttività della base acustica del sonar.
{\displaystyle DT\ in\ dB=} soglia di rivelazione del sonar passivo.
{\displaystyle NL=\ \ in\ \ dB\ /\mu Pa/Hz} livello spettrale del rumore ambiente generato dalla somma del rumore del mare {\displaystyle Nm}  e del rumore proprio del battello  {\displaystyle Np}, che raggiunge la base ricevente attraverso il fissaggio di quest'ultima alla piattaforma ; si scrive: {\displaystyle NL=Nm\ +\ Np}
Parte di questa funzione, il termine {\displaystyle (NL-DI)}, viene utilizzata per il controllo della funzionalità del sonar e della piattaforma, secondo l'impostazione di un particolare parametro di progetto indicato con la lettera {\displaystyle k}.

### Analogia
L'algoritmo del {\displaystyle CM} è l'analogo della seconda equazione del sistema trascendente impiegato per il calcolo della portata di un sonar passivo:
{\displaystyle {\begin{cases}TL=60+20\cdot \log _{10}{R}+\alpha \cdot R\\TL=SL+DI-NL-DT+10\cdot \log _{10}{BW}\end{cases}}}
L'equazione consente il calcolo dell'attenuazione massima {\displaystyle TL} consentita al segnale del bersaglio sotto particolari condizioni, così come con il calcolo del {\displaystyle CM}.
Le due equazioni sono identiche salvo la dimensione del livello della sorgente che nel sistema è indicata in {\displaystyle SL\ :\ dB/\mu Pa/{\sqrt {Hz}}/1\ m}  dato che il peso della banda del segnale, {\displaystyle 10\ \log _{10}{BW}}, è aggiunto come somma, mentre per il {\displaystyle CM} si indica con {\displaystyle SL'\ :dB/\ \mu Pa/BW/1\ m} comprensivo del peso della banda.

### Dipendenza dalle sue variabili
La cifra di merito del sonar passivo s'incrementa, ad esempio, quando il livello della sorgente  {\displaystyle SL'} cresce; infatti se la sorgente acustica emette più rumore, maggiore potrà essere la perdita di trasmissione accettata dal sonar con conseguente incremento della portata di scoperta.
La {\displaystyle CM} decresce invece con il decremento dell'indice di direttività {\displaystyle DI}; ciò per il fatto che, se il {\displaystyle DI} diminuisce, aumenta il rumore captato dalla base con la conseguenza di un peggioramento delle prestazioni di scoperta. 
Analogamente un incremento del rumore {\displaystyle NL=Nm\ +\ Np} (sia di {\displaystyle Nm} sia di {\displaystyle Np}) o un aumento voluto della soglia di rivelazione {\displaystyle DT} portano a una diminuzione della {\displaystyle CM}, con la conseguenza di una riduzione della portata di scoperta. 
Dato che un incremento del rumore proprio {\displaystyle Np,} che giunge alla base ricevente tramite il fissaggio a scafo di quest'ultima, provoca una riduzione della portata di scoperta, il controllo periodico del binomio della cifra di merito,
{\displaystyle (NL-DI)}, è utile affinché le prestazioni del sonar non si degradino all'insaputa dell'operatore.
Il controllo di {\displaystyle (NL-DI)} consente inoltre la verifica dell'integrità della base ricevente che, se alterata da guasti parziali e imprevisti, con il conseguente decremento del {\displaystyle DI}, può a sua volta provocare una riduzione delle prestazioni del sonar.

## Considerazioni numeriche
Le procedure per le computazioni del {\displaystyle CM} e delle portate di scoperta di un sonar passivo oggetto del paragrafo a seguire fanno riferimento alle dimensioni delle variabili: 
{\displaystyle f1=4000\ Hz} frequenza inferiore della banda di ricezione
{\displaystyle f2=6000\ Hz} frequenza superiore della banda di ricezione
{\displaystyle BW=2000\ Hz} larghezza della banda di ricezione
{\displaystyle d=1\ ;\ Priv.=50\%\ ;\ Pfa.=20\%} parametri probabilistici
propagazione: sferico-cilindrica 

### Calcolo CM su battello ideale
Un battello ideale  non trasmette rumore alla base ricevente dato che {\displaystyle Np=0}; in questo caso la variabile {\displaystyle NL} è dovuta soltanto al rumore del mare {\displaystyle Nm}; se in tali condizioni assumiamo ad esempio:
{\displaystyle SL'=+150\ dB/\mu Pa/BW/1\ m}
{\displaystyle DI=20\ dB}
{\displaystyle DT=15\ dB}
{\displaystyle NL=+55\ dB/\mu Pa/Hz} (soltanto rumore del mare)
si ha: 
{\displaystyle CM=SL'-(NL-DI)-DT} = {\displaystyle 150-(55-20)-15} = {\displaystyle 100\ dB}.

#### Portata di scoperta
Con il valore di {\displaystyle CM}calcolato il sonar può contare su di un notevole margine di attenuazione del rumore emesso dal bersaglio; tale attenuazione consente una portata di scoperta di {\displaystyle R=67\ km}; risultato ottenuto con la soluzione del sistema trascendente visto all'inizio dove  {\displaystyle SL=SL'-(10\cdot log\cdot BW)}.

### Calcolo CM su battello reale
Un battello reale trasmette rumore alla base ricevente; in questo caso la variabile {\displaystyle NL} è dovuta alla somma del rumore del mare {\displaystyle Nm} e del rumore del battello {\displaystyle Np}.
Supponiamo che siano:
{\displaystyle Nm=+55\ dB/\mu Pa/Hz}
{\displaystyle Np=+10\ dB/\mu Pa/Hz}
{\displaystyle SL'=+150\ dB/\mu Pa/BW/1\ m}
{\displaystyle DI=20\ dB}
{\displaystyle DT=15\ dB}
sarà:
{\displaystyle NL=Nm+Np} = {\displaystyle +55\ dB/\mu Pa/Hz+10\ dB/\mu Pa/Hz} = 
{\displaystyle (55+10)=65\ dB/\mu Pa/Hz}
da cui: 
{\displaystyle CM=SL'-(NL-DI)-DT}  = {\displaystyle 150-(65-20)-15=90\ dB}

#### Portata di scoperta
Con questo valore ridotto del {\displaystyle CM} il sonar può contare ancora su di un discreto margine di attenuazione; tale attenuazione consente una portata di scoperta di {\displaystyle R=43\ km}.

### Calcolo CM con base in avaria
Se un guasto alla base del sonar riduce il {\displaystyle DI} da {\displaystyle 20\ dB} a {\displaystyle 18\ dB},  ferme restando le variabili esposte in precedenza, si ha: 
{\displaystyle SL'=+150\ dB/\mu Pa/BW/1\ m}
{\displaystyle DI=18\ dB}
{\displaystyle DT=15\ dB}
{\displaystyle NL=Nm+Np} = {\displaystyle +55\ dB/\mu Pa/Hz+10\ dB/\mu Pa/Hz}= {\displaystyle 65\ dB}
da cui: {\displaystyle CM=SL'-(NL-DI)-DT} = {\displaystyle 150-(65-18)-15} = {\displaystyle 88\ dB}

#### Portata di scoperta
Con il  {\displaystyle CM} ridotto a {\displaystyle 88\ dB} il sonar ha un margine di attenuazione del rumore emesso dal bersaglio sensibilmente inferiore rispetto ai due valori precedenti.
Con questa riduzione del {\displaystyle CM} la portata di scoperta si riduce a {\displaystyle R=39\ km}.

## Osservazioni sul binomio ( NL - DI )
Le osservazioni sul binomio {\displaystyle NL-DI} espresso in {\displaystyle dB/\mu Pa/Hz}
mirano alla impostazione di un parametro {\displaystyle k},  deducibile dalle misure acustiche in mare, necessario al controllo della {\displaystyle CM.}
Nella funzione 
{\displaystyle CM=SL'-(NL-DI)-DT}
il binomio {\displaystyle (NL-DI)}, essendo {\displaystyle NL=Nm+Np}, 
può essere scritto come 
{\displaystyle (Nm+Np-DI)} che sostituito nella {\displaystyle CM} la modifica in:
{\displaystyle CM=SL'-(Nm+Np-DI)-DT}
tolta la parentesi si ha
{\displaystyle CM=SL'-Nm-Np+DI-DT}
posto {\displaystyle k=DI-Np} si ha infine:
{\displaystyle CM=SL'-Nm+k-DT}
nella nuova espressione di {\displaystyle CM} il binomio {\displaystyle k=DI-Np} è una variabile misurabile in mare. 
Le computazioni condotte mostrano come il degrado della {\displaystyle CM}, in qualsiasi condizione ambientale, dipenda dall'alterazione del parametro {\displaystyle k=(DI-Np)}.
Il parametro {\displaystyle k} dipende rispettivamente dalla piattaforma e dalla base acustica del sonar.
Si osservi che tanto {\displaystyle DI} che {\displaystyle Np} sono dati valutati in sede di progetto del sonar e della piattaforma.

## Valore del parametro k
Il valore di {\displaystyle k=DI-Np}  è fissato in sede di progetto del sonar in base a valutazioni accurate del {\displaystyle DI} e misure su {\displaystyle Np}.
Valori di {\displaystyle k} inferiori a quelli di progetto indicheranno una riduzione della {\displaystyle CM} con la conseguenza di una diminuzione della portata di scoperta.
Le misure di {\displaystyle Np} sono eseguite con accelerometri disposti a scafo e le misure del {\displaystyle DI} sono eseguite in mare con ambiente controllato.
Supponiamo ora che in un progetto sia stato calcolato {\displaystyle k=14\ dB/\mu Pa/Hz} per {\displaystyle Np=8\ dB/\mu Pa/Hz}  e {\displaystyle DI=22\ dB} e che si debba controllarlo sul campo su di un sottomarino varato di recente.
Il controllo del valore nominale di progetto {\displaystyle k} dopo la messa a punto integrale della piattaforma e del sonar segue questa procedura:
Si misura {\displaystyle Nm} in una zona di mare priva di rumori, trovando ad esempio:
{\displaystyle Nm=+40\ dB/\mu Pa/Hz}
Si misura in modo appropriato in mare  {\displaystyle (NL-DI)=(Nm+Np-DI)} = {\displaystyle 26\ dB/\mu Pa/Hz}
Si computa {\displaystyle k} come differenza tra i due valori: 
{\displaystyle k=Nm-(NL-DI)} = {\displaystyle 40\ dB/\mu Pa/Hz-26\ dB/\mu Pa/Hz=14\ dB/\mu Pa/Hz}; 
Il valore di {\displaystyle k} ottenuto da rilievi in mare e computazioni indica che l'obiettivo del valore nominale di progetto è stato raggiunto.
Supponiamo ora che il battello venga controllato periodicamente e che, durante un controllo, con mare a livello {\displaystyle Nm=+55\ dB/\mu Pa/Hz,} il {\displaystyle DI} sia sceso da {\displaystyle 22\ dB} a {\displaystyle 19\ dB} a causa di un'anomalia alla base ricevente.
In queste condizioni il valore di {\displaystyle (NL-DI)} risulterà:
{\displaystyle (NL-DI)} = {\displaystyle (Nm+Np-DI)=(55\ dB/\mu Pa/Hz+8\ dB/\mu Pa/Hz-19\ dB)} = {\displaystyle 44\ dB/\mu Pa/Hz}
e di conseguenza il valore di {\displaystyle k} sarà:
{\displaystyle k=Nm-(NL-DI)} = {\displaystyle 55\ dB/\mu Pa/Hz-44\ dB/\mu Pa/Hz=11\ dB/\mu Pa/Hz}.
Il controllo mette in evidenza che {\displaystyle k} ha subito una variazione di {\displaystyle -3\ dB} passando da {\displaystyle 14\ dB/\mu Pa/Hz} nominale a {\displaystyle 11\ dB/\mu Pa/Hz}, ne consegue una riduzione della portata di scoperta. 
Il controllo eseguito non individua se il decadimento di {\displaystyle k} dipende dal {\displaystyle DI} o da un incremento anomalo di {\displaystyle Np}, in ogni caso pone il problema di una verifica accurata su entrambi i valori.

## Sistema di misura per Nm;  (NL - DI)  e calcolo di k

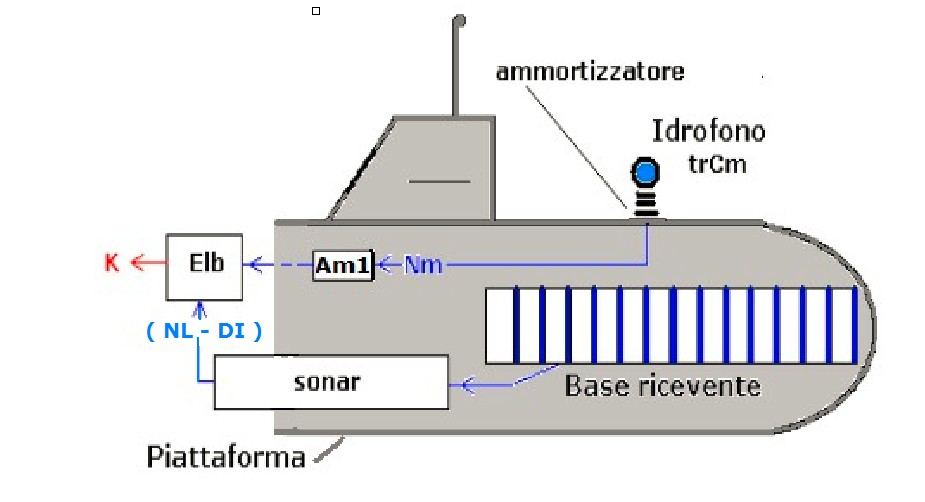
Struttura d'insieme del misuratore del

Con le misure di {\displaystyle Nm} e {\displaystyle (NL-DI)} e il successivo calcolo di {\displaystyle k} è possibile avere un riscontro sulla costanza delle prestazioni offerte dalla {\displaystyle CM.}
L'illustrazione del metodo adottato per la misura sulla piattaforma delle variabili citate fa riferimento alla figura.
Il rilievo di {\displaystyle Nm} si esegue tramite l'idrofono omnidirezionale trCm fissato allo scafo tramite idoneo ammortizzatore in grado di tagliare tutte le vibrazioni provocate dalla piattaforma. 
I segnali ricevuti da trCm sono applicati all'amplificatore con filtro di banda Am1 e da questo all'elaboratore Elb che, dopo conversione A/D, mette a calcolo {\displaystyle Nm(dB)}.
All'uscita di un fascio direttivo del sonar, sia preformato sia a collimazione manuale, viene prelevato il segnale {\displaystyle (NL-DI)} da inviare a sua volta all'elaboratore Elb, il segnale dopo conversione A/D viene messo a calcolo in forma logaritmica {\displaystyle (NL-DI)\ dB}.
L’elaboratore esegue l’operazione:
{\displaystyle k} = {\displaystyle Nm} – {\displaystyle (NL-DI)}
restituendo su apposito indicatore numerico il valore di {\displaystyle k}.

## Misura del k in mare
Ormeggio del battello in una zona priva di sorgenti idrofoniche; l'idrofono trCm capta il rumore del mare {\displaystyle Nm} che viene trasformato in segnale elettrico S1 e successivamente amplificato e filtrato nella banda stabilita per le misure sull'elaboratore Elb.
Puntamento di un fascio direttivo del sonar verso un arco di mare privo di segnali acustici; questa operazione porta alla captazione del rumore del mare {\displaystyle Nm} e del rumore proprio {\displaystyle Np}  in forma di segnale S2 secondo l'espressione: 
{\displaystyle Nm+Np-DI}
Invio in modo automatico delle variabili {\displaystyle S1=Nm} e  {\displaystyle S2=(Nm+Np-DI)} all'elaboratore per il calcolo:
{\displaystyle k=Nm-(Nm+Np-DI)} = {\displaystyle (DI-Np)}
Il calcolo di {\displaystyle k} è preceduto da una regolazione automatica dei livelli dei segnali S1 e S2 per compensare le differenze di guadagno insite nei due sensori; i calcoli vengono eseguiti in termini logaritmici in modo da fornire il valore {\displaystyle k} in {\displaystyle dB/\mu Pa/Hz}.

## Storia
Il sistema illustrato in questa pagina è simile a quello progettato e successivamente costruito, negli anni 1970, dalla Soc. USEA con la sigla {\displaystyle CM10} .
Con il {\displaystyle CM10} si sorvegliava la stabilità nel tempo del valore di {\displaystyle k} iniziale (sottomarino e sonar a punto) con la garanzia di poter eseguire rapidi interventi, in porto, volti a ripristinare i dati originali sul campo.
L'apparato, studiato per i sottomarini classe Sauro, è stato implementato nella struttura del sonar IP70/74.
Il piccolo apparato ha dato prova di essere un sistema "robusto" e fondamentalmente semplice, in grado di assicurare in mare le prestazioni richieste dalla MMI.

## Annotazioni
1. ↑   Il livello {\displaystyle LS'}, espresso in banda {\displaystyle BW},  è indicato con l'apostrofo per distinguerlo dal valore spettrale {\displaystyle LS}  espresso invece in banda di {\displaystyle 1Hz}.
2. ↑  Supporto che alloggia la base ricevente
3. ↑   indica il livello spettrale
4. ↑  Condizione presa a modello per evidenziare le variazioni della {\displaystyle CM}
5. ↑   Dal controllo periodico di {\displaystyle k}, da parte dell'operatore al sonar, si potrà stabilire il degrado della {\displaystyle CM} generato sia dall'incremento {\displaystyle Np} del rumore della piattaforma, sia a un decremento del guadagno {\displaystyle DI} della base acustica dovuto a cause elettriche o meccaniche
6. ↑   In seguito indicazioni su tale misura.
7. ↑  In virtù dell'ammortizzatore il segnale in uscita da trCm dipende soltanto da {\displaystyle Nm} e non da {\displaystyle Np}
8. ↑   Np è captato dalla base idrofonica del sonar, perché questa è estesa lungo un ampio settore del battello

Fonti
1. ↑  Pazienza,  pp. 553-557.
2. ↑  Urick,  pp. 354-375.
3. ↑  De Dominicis,  pp. 264-265.
4. ↑  Pazienza,  pp. 297-308.
5. ↑  Del Turco,  pp. 48-51.
6. ↑  Usea,  monografia.